# Sjeik Lutfallahmoskee
De Sjeik Lutfahllahmoskee (Perzisch: مسجد شيخ لطف الّله ) is een moskee in de Iraanse stad Isfahan. De moskee is gelegen aan het plein van de Emam.
Sjah Abbas I de Grote had van Isfahan zijn hoofdstad gemaakt en de stad flink uitgebreid. Hij had ook het plein van de Emam aan laten leggen. Toen de bouw daarvan klaar was, liet hij deze moskee bouwen. De bouw van de moskee begon in 1603 en was in 1619 klaar. Moskee is vernoemd naar sjeik Lutfallah Maisi al-Amili, de beroemde geleerde die op verzoek van Abbas naar Isfahan gekomen was. De moskee kreeg de naam pas na de dood van de geleerde in 1623.
Hoewel de ingang evenwijdig loopt aan het plein, staat de moskee schuin haaks op het plein, in de richting van Mekka.
Hoewel het gebouw een moskee genoemd wordt, is het niet zeker of het ook zo bedoeld is. Het gebouw wijkt in ieder geval af van de andere Safavidische moskeeën uit die tijd. Zo heeft het geen iwan, binnenplaats of minaretten. Het grondplan lijkt meer op de lange Iraanse traditie van koepelvormige mausolea, maar er is niemand begraven. De eveneens aan het plein gelegen moskee van de sjah vervulde (en vervult) de functie van moskee.
Het veelkleurige tegelwerk, met bloemen en planten, behoort tot het mooiste uit de Iraanse cultuur.

## Galerij

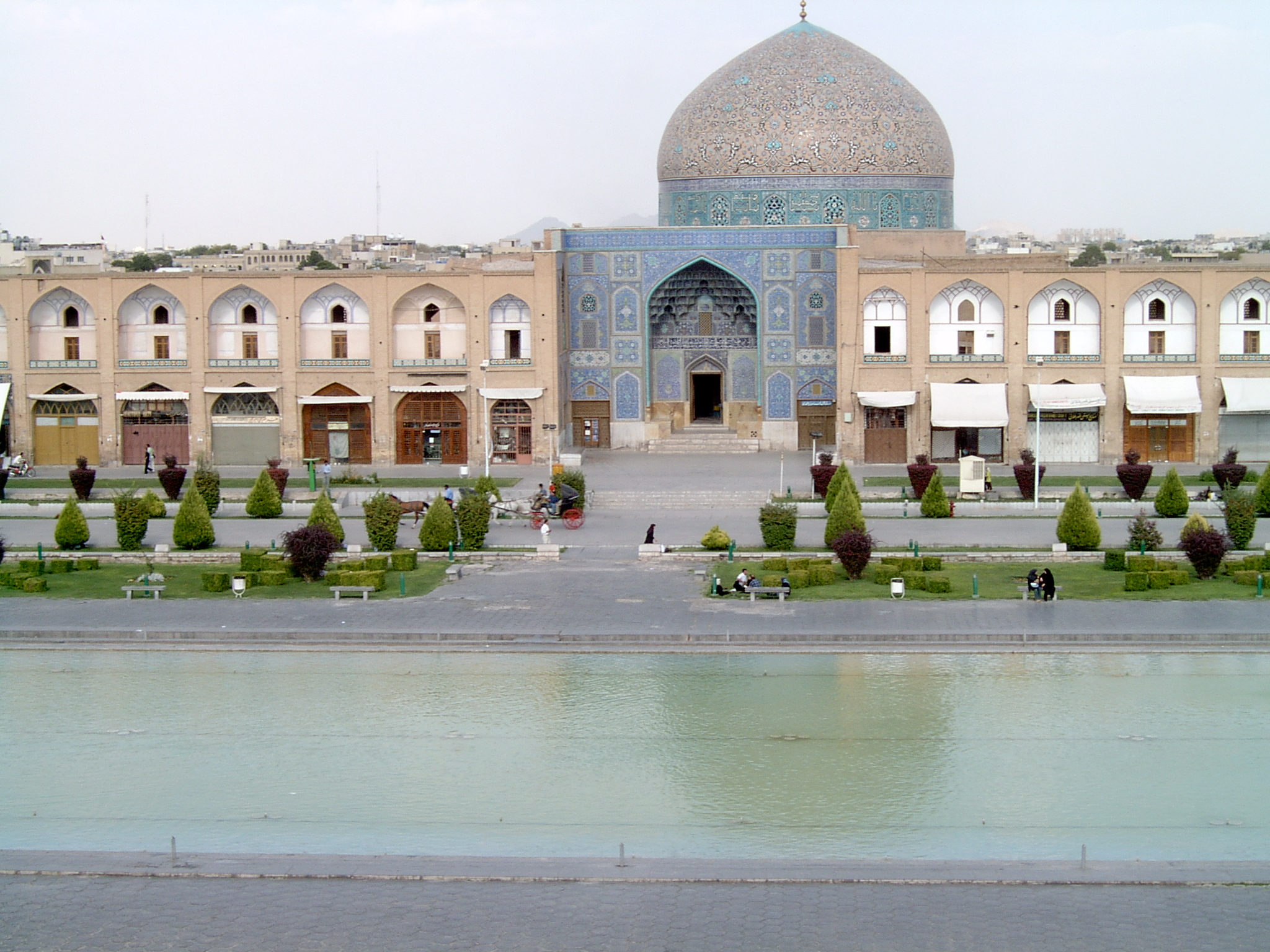
Sjeik Lutfahllahmoskee aan Plein van de Emam
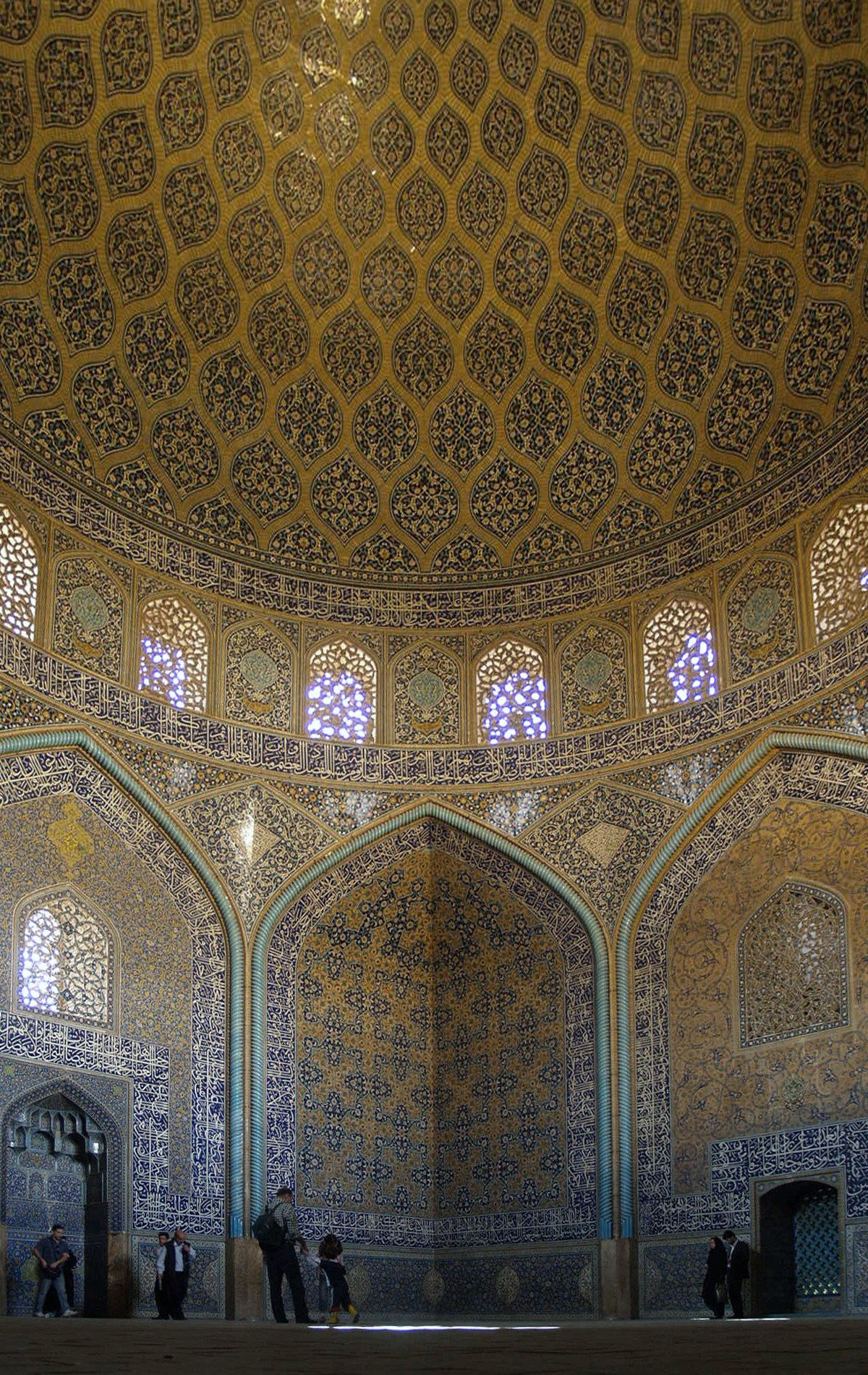
De koepel van binnen
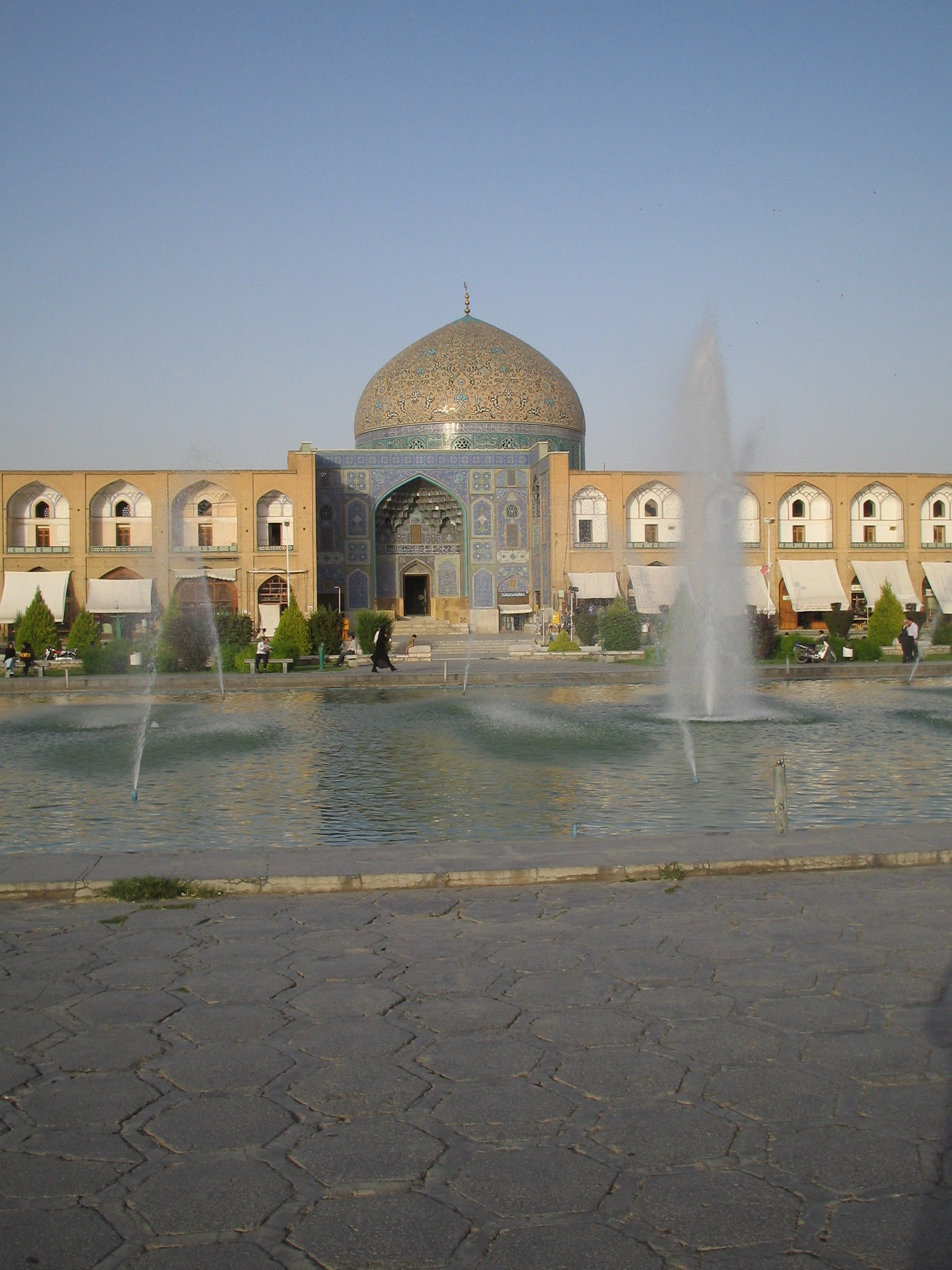
Fonteinen voor de moskee
Interieur van de Sjeik Lutfahllahmoskee in Isfahan